# Florian Stiehler
Florian Stiehler (* 7. Juli 1974 in München) ist ein deutscher Schauspieler und Theaterleiter.

## Leben

### Ausbildung
Florian Stiehler wurde als Sohn eines Cellisten geboren. Er erhielt bereits sehr früh im Alter von 6 Jahren Musikunterricht und lernte Violine. Von 1980 bis 1999 nahm er regelmäßig Geigenunterricht. Über das Schultheater kam Stiehler zur Schauspielerei. Seine Schauspielausbildung absolvierte er von 1996 bis 1999 an der Neuen Münchner Schauspielschule. Außerdem nahm er von 1996 bis 2000 Gesangsunterricht in München bei Margot Gerdes.

### Schauspieltätigkeit
Sein erstes Theaterengagement erhielt er 2000 nach seiner Ausbildung am Landestheater Schwaben in Memmingen. Dort spielte er den Alwa in Lulu und den Brindley Miller in Peter Shaffers Stück Komödie im Dunkeln. Von 2000 bis 2002 war er am Schnawwl, dem Kinder- und Jugendtheater des Nationaltheaters Mannheim, engagiert, wo er u. a. den Ferdinand in Kabale und Liebe spielte. Anschließend ging er ans Schauspiel Köln, wo er von 2002 bis 2006 festes Ensemblemitglied war. Zu seinen Rollen in Köln gehörten u. a. Cassio in Othello (Regie: Ola Mafaalani; 2003–2005), der Idiot in Andorra (Regie: Torsten Fischer; 2002–2005) und die Titelrolle in Kalldeway, Farce von Botho Strauß (Regie: Marc Günther; 2004/2005).
Es folgten weitere Theaterengagements am Jungen Ensemble Stuttgart (JES; dort u. a. 2006 als Banquo in Macbeth), am Freien Werkstatt Theater Köln (2007), am Theater im Bauturm in Köln (2007–2009; u. a. die Titelrolle in Don Karlos) und in den Sophiensælen in Berlin (2012). 2014 spielte er an den Bühnen der Stadt Gera die Titelrolle in Amphitryon.
Nach ersten Auftritten im Jahre 2002 (u. a. für die ARD-Vorabendserie Marienhof) arbeitete er seit 2006 verstärkt im Film- und Fernsehbereich. Er hatte Episodenrollen, schwerpunktmäßig in Fernsehserien, die in Köln produziert wurden, u. a. in Lindenstraße (2008), 4 Singles (2008; als Arbeitskollege Herr Schneider), Alles was zählt (2008; als Tropenarzt Karsten Böckler), Pastewka (2009), SOKO Köln (2010; als arbeitsloser Tischler), Ein Fall für die Anrheiner (2011; als gewalttätiger Ehemann) und Unter uns (2014; als Geschäftsmann Thomas Witt). Im November 2015 war Stiehler in der ZDF-Serie SOKO Wismar in einer Episodenrolle als Psychiater Dr. Nico Schneider zu sehen.
Er gestaltete außerdem eigene Kabarettabende, wie „Hallo mein Herz“ (2004), und „Napoleon und Stoiber – wie Lindau zu Bayern kam“ (2006).

### Sprecher und Rezitator
Als Sprecher und Rezitator trat er mit Literaturlesungen hervor, u. a. bei der lit.Cologne und beim WDR. Er las u. a. Texte von Jeffrey Eugenides, Amélie Nothomb und Tim Parks. Als Synchronsprecher arbeitete Stiehler für den Animationsfilm Tiere der Großstadt (2006), wo er dem Waschbären Charles Miller seine Stimme lieh.

### Theaterleitung
Noch während seiner schauspielerischen Tätigkeit absolvierte Stiehler ein Studium der Wirtschaftswissenschaften an der FernUniversität Hagen. Nach Abschluss dieses Studiums arbeitete er zunächst als Controller beim Theater der Altmark in Stendal, bevor er dort von 2016 bis 2018 Verwaltungsleiter wurde. 2017 schloss Stiehler den Weiterbildungsstudiengang Theater- und Musikmanagement des Deutschen Bühnenvereins, der Bayerischen Theaterakademie und der LMU München ab. Zur Spielzeit 2018/19 kam er als Geschäftsführender Direktor an das Theater an der Parkaue – Junges Staatstheater Berlin. Seit Herbst 2019 ist er dort auch kommissarischer Intendant. Ab September 2021 wird Stiehler Geschäftsführender Direktor des Staatstheaters Augsburg.

### Privates
Stiehler lebte fast 10 Jahre in Köln; aktuell (Stand: Frühjahr 2021) lebt er in Berlin.

## Filmografie (Auswahl)
- 2002: Marienhof
- 2007: Zugvögel (Kurzfilm)
- 2007: Schlaf, Kindlein, Schlaf! (Kurzfilm)
- 2008: Lindenstraße (Fernsehserie; Folge: Alles auf null)
- 2008: 4 Singles (Comedy-Serie)
- 2008: Alles was zählt (Fernsehserie)
- 2009: Pastewka (Fernsehserie; Folge: Der Priester)
- 2010: SOKO Köln (Fernsehserie; Folge: Krieg im Kleingarten)
- 2010: Ein Fall für zwei (Fernsehserie; Folge: Schöner Schein)
- 2011: Marie Brand und die Dame im Spiel (Fernsehfilm)
- 2011: Ein Fall für die Anrheiner (Fernsehserie, Folge: Liebesbeweis)
- 2014: Unter uns (Fernsehserie)
- 2014: Schritt für Schritt (Kurzfilm)
- 2015: SOKO Wismar (Fernsehserie; Folge: Über den Wolken)
- 2017–2018: Gute Zeiten, schlechte Zeiten (Fernsehserie)